# Mercedes-Benz Arocs
Mercedes-Benz Arocs — семейство крупнотоннажных грузовых автомобилей компании Mercedes-Benz, дебютировавшее в январе 2013 года. Дебют состоялся на выставке Баума, проходившей с 15 по 21 апреля 2013 года в Мюнхене для замены строительных 2-, 3- и 4-осных автомобилей Axor и Actros полной массой от 18 до 41 тонны, выпускающихся под видом шасси, самосвала и седельного тягача.

## Описание
В дополнение к экологичности класса Евро-6, новый Arocs отличается тремя основными выдающимися качествами: мощность, эффективность и надёжность.
На шасси Mercedes-Benz Arocs производятся 2-, 3- и 4-осные самосвалы, бетоносмесители, тягачи и шасси. Мощности двигателей экологического класса Евро-6 варьируются от 175 кВт (238 л. с.) до 460 кВт (625 л. с.). Модельный ряд состоит из моделей Loader и Grounder.
У модели Arocs Loader уменьшена снаряжённая масса до 9250 кг, благодаря чему автомобиль способен перевозить грузы объёмом до 8 м3. На шасси Arocs Loader производятся, например, двухосный седельный тягач и четырёхосный бетоносмеситель с колёсной формулой 8*4/4 полной массой 32 тонны. На шасси Arocs Grounder производится самосвал, предназначенный для эксплуатации в экстремально тяжёлых условиях. Полная масса варьируется от 18 до 41 тонны.
Обновлённая модель Arocs комплектуется дизельным двигателем внутреннего сгорания из семейства Blue-Efficiency Power крутящим моментом — от 1000 до 3000 Н*м, в зависимости от рабочего объёма двигателя — 7,7; 10,7; 12,8 и 15,6 л. Мощность последнего варьируется до 460 кВт (625 л. с.), крутящий момент — до 3000 Н*м.
Несущая рама 1120-миллиметровой модели Arocs расположена на 115 мм выше, чем у Actros. Оси смещены на 60 мм назад для больших специальных шин, вместо стандартных 13 R 22.5. Ширина кабин варьируется от 2,3 до 2,5 м. Решётка радиатора выглядит в стиле "bucket-teeth" (англ. «ковш-зубы»), бампер сделан из стали, функционально проработаны дно и интегрированная лестница.

## Arocs SLT
Данный модельный ряд предназначается для работы в составе автопоезда полной массой до 250 тонн. Грузовики SLT теперь доступны в модельном ряду Actros и Arocs и нескольких конфигурациях с тремя или четырьмя осями. Mercedes-Benz Arocs SLT с рессорной подвеской базируется на модели Arocs Grounder и предлагается с кабинами BigSpace Cab и StreamSpace Cab шириной 2300 мм, тогда как Actros SLT доступен только с пневматической подвеской и кабинами шириной 2500 мм. Рассчитывая на мировые продажи, Arocs SLT предлагается как с правым, так и с левым расположением руля. Возможны также специальные версии с шинами размером до 14.00 R20 для внедорожной езды.
Наиболее грузоподъёмными, безусловно, являются 4-осные версии. Разрешённая полная масса тягача в данном случае достигает 41 тонны, а нагрузка на оси (от передней до задней) — 9, 8 и 13 тонн. Для экспортных рынков Arocs 8*8 может выпускаться в варианте полной массой до 48 тонн. Безошибочно определить версию SLT можно по переднему стальному бамперу с кронштейном для крепления металлической балки, используемой при толкании тяжёлых грузов. Причём, предусмотрены соединения с тормозной системой прицепа в передней части грузовика.
Arocs SLT оснащается 6-цилиндровым рядным двигателем Mercedes-Benz OM 473, который предлагается в трёх вариантах мощности: 517, 578 и 625 л. с. и крутящим моментом от 2600 до 3000 Н*м. На все версии устанавливается декомпрессионный моторный тормоз, получивший название High Perfomance Engine Brake. Он имеет две ступени и управляется левым подрулевым рычагом. Причём он развивает потрясающее тормозное усилие в 646 л. с. С двигателем сочетается трансмиссия Mercedes G 280-16 с автоматической коробкой передач PowerShift, которая является единственной в мире 16-ступенчатой автоматической КПП на тягаче.

## Двигатели
| Модель                  | Объём                   | Мощность                            | Крутящий момент               | Высокая мощность+крутящий момент | Нормы выхлопных газов   |
| Р6 Mercedes-Benz OM 936 | Р6 Mercedes-Benz OM 936 | Р6 Mercedes-Benz OM 936             | Р6 Mercedes-Benz OM 936       | Р6 Mercedes-Benz OM 936          | Р6 Mercedes-Benz OM 936 |
| ----------------------- | ----------------------- | ----------------------------------- | ----------------------------- | -------------------------------- | ----------------------- |
| 1824                    | 7,7 л                   | 175 кВт (238 л. с.) при 2200 об/мин | 1000 Н*м при 1200—1600 об/мин | —                                | Евро-6                  |
| 1827                    | 7,7 л                   | 200 кВт (272 л. с.) при 2200 об/мин | 1100 Н*м при 1200—1600 об/мин | —                                | Евро-6                  |
| 1830                    | 7,7 л                   | 220 кВт (299 л. с.) при 2200 об/мин | 1200 Н*м при 1200—1600 об/мин | —                                | Евро-6                  |
| 1832                    | 7,7 л                   | 235 кВт (320 л. с.) при 2200 об/мин | 1300 Н*м при 1200—1600 об/мин | —                                | Евро-6                  |
| 1835                    | 7,7 л                   | 260 кВт (354 л. с.) при 2200 об/мин | 1400 Н*м при 1200—1600 об/мин | —                                | Евро-6                  |
| Р6 Mercedes-Benz OM 470 |                         |                                     |                               |                                  |                         |
| 1833                    | 10,7 л                  | 240 кВт (326 л. с.) при 1800 об/мин | 1700 Н*м при 1100 об/мин      | —                                | Евро-6                  |
| 1836                    | 10,7 л                  | 265 кВт (360 л. с.) при 1800 об/мин | 1800 Н*м при 1100 об/мин      | —                                | Евро-6                  |
| 1839                    | 10,7 л                  | 290 кВт (394 л. с.) при 1800 об/мин | 1900 Н*м при 1100 об/мин      | —                                | Евро-6                  |
| 1843                    | 10,7 л                  | 315 кВт (428 л. с.) при 1800 об/мин | 2100 Н*м при 1100 об/мин      | —                                | Евро-6                  |
| Р6 Mercedes-Benz OM 471 |                         |                                     |                               |                                  |                         |
| 1842                    | 12,8 л                  | 310 кВт (421 л. с.) при 1800 об/мин | 2100 Н*м при 1100 об/мин      | 200 Н*м или 23 кВт (31 л. с.)    | Евро-5, EEV, Евро-6     |
| 1845                    | 12,8 л                  | 330 кВт (449 л. с.) при 1800 об/мин | 2200 Н*м при 1100 об/мин      | 200 Н*м или 23 кВт (31 л. с.)    | Евро-5, EEV, Евро-6     |
| 1848                    | 12,8 л                  | 350 кВт (476 л. с.) при 1800 об/мин | 2300 Н*м при 1100 об/мин      | 200 Н*м или 23 кВт (31 л. с.)    | Евро-6                  |
| 1851                    | 12,8 л                  | 375 кВт (510 л. с.) при 1800 об/мин | 2500 Н*м при 1100 об/мин      | —                                | Евро-5, EEV, Евро-6     |
| Р6 Mercedes-Benz OM 473 |                         |                                     |                               |                                  |                         |
| 1852                    | 15,6 л                  | 380 кВт (517 л. с.) при 1700 об/мин | 2600 Н*м при 1100 об/мин      | —                                | Евро-6                  |
| 1858                    | 15,6 л                  | 425 кВт (580 л. с.) при 1700 об/мин | 2800 Н*м при 1100 об/мин      | —                                | Евро-6                  |
| 1863                    | 15,6 л                  | 460 кВт (625 л. с.) при 1700 об/мин | 3000 Н*м при 1100 об/мин      | —                                | Евро-6                  |